# Helicodendron giganteum
Helicodendron giganteum är en svampart som beskrevs av Glen Bott 1951. Helicodendron giganteum ingår i släktet Helicodendron, ordningen disksvampar, klassen Leotiomycetes, divisionen sporsäcksvampar och riket svampar.   Inga underarter finns listade i Catalogue of Life.